# Bogdan Bradu
Bogdan Bradu (n. 13 martie 1968, București) este un tenor, solist vocal și compozitor român.

## Viața
Se naște la București, ca fiu al lui Marius și al Ioanei Bradu. Va urma studii muzicale, dedicându-se unei carierei artistice în lumea muzicii. Este tatăl a două fiice, Federica și Ioana Bradu.

### Studii
În 1990 este admis la Academia de Muzică din București, Facultatea de Interpretare Muzicală.

În 1992 îl cunoaște pe Luciano Pavarotti. În perioada 1992-1994, celebrul tenor îl îndrumă în cadrul unor lecții de canto. La îndemnul său, Bogdan Bradu continuă studiul timp de 2 ani cu profesorul acestuia, docentul Arrigo Pola, la Modena (Italia).

În perioada 1996-1997 urmează Master Class-uri la Milano cu tenorul Franco Corelli, și cu tenorul Alfredo Kraus și soprana Magda Olivero (la Teatrul Scala din Milano).
 
În perioada 1998–2000 urmează un Master Class la Napoli cu tenorul Marcello Ferraresi.

## Activitate muzicală
- 1982-1988 a fost solist vocal al grupului rock Acid.
- 1988 a participat la Festivalul Național Mamaia cu piesa compozitorului Horia Moculescu "Glasul meu, tăcerea mea" câștigând premiul I. In anul următor (1989) obține 2 premii la Secțiunea Creație cu piesele aceluiași compozitor. Un an mai târziu intră la Academia de Muzică din București, Facultatea Canto și Interpretare Muzicală.
- 1992-1994 Concertează în Italia alături de câteva voci celebre: Fiorenza Cossotto, Ivo Vinco, Luciana Serra, Barbara de Maio, etc.
- 1995 colaborează cu Opera Națională din București,Constanța și Timișoara interpretând rolul Edgardo, din Lucia di Lammermoor de G. Donizetti și rolul Duca di Mantova, din Rigoletto de G.Verdi.
- 1996/1998 Master Class cu tenorul Franco Corelli (Milano)

Master Class cu tenorul Alfredo Kraus și soprana Magda Olivero (Scala-Milano).
- 1996 – 1997  turneu în Italia cu orchestra și corul filarmonicii din Plovdiv. Cântă arii celebre din opere și Simfonia a 9-a de Beethowen
- 1999-2001 face un turneu în Italia cu Filarmonica din Plovdiv. Participă la "Gala di Trieste" și la Concertul de Sf. Rosalia (Palermo) organizat de TV RAI  cu orchestra și corul operei din Palermo.
- 2002 lansează albumul "Străin pe pământ", compus și aranjat de Bogdan Bradu.
- 2003-2006 concerte în Italia, colaborează cu formația Phoenix și cu H. Brenciu.
- 2007 vocalist al formației Phoenix.

## Premii și distincții
- Ordinul Meritul Cultural în grad de Cavaler, categoria B - Muzică (2007)
- Cântă melodia Little Wonders,și Another Believer, din filmul Familia Robinson, în original melodiile fiind cântate, prima, de Rufus Wainwright, și cea de-a doua de Rob Thomas,(2008)